# Anthony Horowitz
Anthony Horowitz (Stanmore (Groot-Londen), 5 april 1955) is een Britse schrijver. Hij schrijft  jeugdboeken, maar ook romans voor volwassenen en scenario's voor televisie (waaronder Midsomer Murders, Agatha Christie's Poirot, Crime Traveller, Crossbow, Foyle's War en Robin of Sherwood).

## Levensloop
Hij werd geboren in een Joodse familie, afkomstig uit Estland. Zijn vader was zakenman. Op zijn achtste werd hij door zijn ouders naar een streng internaat in Harrow gestuurd. Hij had een hekel aan school, en was er dan ook heel ongelukkig. Later studeerde hij aan de Universiteit van York en werkte daarna acht jaar als tekstschrijver bij een reclamebureau. Toen zijn boeken eenmaal goed verkochten, stopte hij met werken als tekstschrijver. Tegenwoordig schrijft hij kinderboeken en verhalen voor televisieseries.
De Malteser erfenis werd verfilmd onder de titel Just Ask for Diamond. De jongen die te veel wist werd verfilmd voor televisie, onder de titel South by South East, hetgeen ook de originele titel van het boek was. 
Zijn boek Bolbliksem (Stormbreaker) werd in 2006 verfilmd door Geoffrey Sax en werd onder de Engelse titel Stormbreaker uitgebracht. Hij schreef hiervoor zelf het scenario. Vanaf juni 2020 tot en met april 2024 werden meerdere boeken van zijn boekenreeks Alex Rider gebruikt voor de gelijknamige televisieserie Alex Rider. Het eerste seizoen werd gebaseerd op zijn boek Point Blanc, het tweede seizoen op Eagle Strike en het derde en laatste seizoen op Scorpia.
Horowitz vormt nu een gezin met zijn vrouw en twee kinderen.
Sinds 2019 is Anthony Horowitz beschermer van Home-Start in Suffolk. Dit is een organisatie die zich inzet voor gezinnen die te kampen hebben met bv. armoede, geestelijke gezondheid, eenzaamheid.
In 2020 ontving hij de titel van Commandeur in de Orde van het Britse Rijk (CBE) voor zijn verdiensten in de literatuur.

## Prijzen
- Boekenwelp voor 'Het oma-complot'
- Prix Polar-Jeunes voor 'De Malteser erfenis'
- Auteur van het jaar op de 'British Book Industry Awards' + nominatie
- Kinderjury voor 'Overleven op krokodilleneiland'

### De Diamant-broertjes
- 1987 - De Malteser erfenis (Facet; Helmond, 7e druk 2004, paperback)
- 1988 - Publieke vijand nummer twee (Facet, Helmond, 4e druk 2002)
- 1991 - De jongen die te veel wist (Facet, 5e druk 2002)
- 2002 - De man die gewist was (Facet)
- 2002 - Overleven op Krokodil-eiland (2e druk 2003)
- 2003 - Snoepreisje Parijs (Alleen verschenen in de verhalenbundels Angst en Horowitz Horror)

### Alex Rider
- 2000- Stormbreaker (eerder verschenen onder de naam Bolbliksem) (Facet)
- 2001 - Point Blanc (Facet)
- 2002 - Skeleton Key (eerder verschenen onder de naam Cayo Esquelito) (Facet)
- 2003 - Eagle Strike (eerder verschenen onder de naam Adelaarsspel) (Facet)
- 2004 - Scorpia (Facet)
- 2005 - Ark Angel (eerder verschenen onder de naam De Val Van De Aartsengel (Facet)
- 2008 - Snakehead (Facet)
- 2010 - Crocodile Tears (Facet)(Clavis)
- 2011 - Scorpia Rising  (Facet)
- 2013 - Russian Roulette
- 2016 - Yassen (dit verhaal gaat niet meer over Alex Rider zelf, maar vertelt het verhaal van Yassen Gregorovich, die door Damian Cray werd vermoord
- 2017 - Never Say Die
- 2019 - Secret Weapon
- 2020 - Nightshade
- 2023 - Nightshade revenge

### Grieselstate
- 1988 - Grieselstate (Facet; Helmond / 14e druk 2002)
- 1992 - De graal van het kwaad : Grieselstate II (Facet / 5e druk 2001)

### De Kracht van Vijf
- 2006 - Raven's Gate (eerder verschenen onder de naam Ravenpoort) (Clavis) (Origineel Walter Books Ltd. 1983)
- 2007 - Evil Star (Clavis) (Origineel Walter Books Ltd. 1985)
- 2008 - Nightrise (Clavis) (Origineel Walter Books Ltd. 2007)
- 2009 - Necropolis (Clavis) (Origineel Walter Books Ltd. 2008)
- 2013 - Oblivion (Clavis) (Origineel Walter Books Ltd. 2012)

##### Pentagramserie (nooit voltooid, maar omgewerkt tot De Kracht van Vijf)
- 1988 - Kernenergie voor de duivel (Facet; Helmond, 7e druk 2002)
- 1989 - De nacht van de schorpioen (Facet; Helmond, 4e druk 2002)
- 1989 - De zilveren citadel (Facet, 4e druk 2002)
- 1991 - De dag van de draak (Facet, 4e druk 2002)

### Andere titels
- 1985 - De nacht van de schorpioen
- 1986 - Enter, Frederick K. Bower  (Facet; Helmond)
- 1987 - De kruisboog : de avonturen van Willem Tell (Facet; Helmond, 4e druk 2003)
- 1987 - Daar ga je, Frederick K. Bower (Facet; Helmond, 10e druk 2003)
- 1990 - De tien vingers van Sedna : mythen en sagen uit de hele wereld (Facet, 3e druk 2001)
- 1990 - De honden van Aktaioon : Griekse mythen en sagen (Facet, 4e druk 2001)
- 1992 - Robin van Sherwood: De man met de kap (Facet)
- 1994 - Het oma-complot (Facet, 7e druk 2002)
- 1995 - De overstap (Facet, 3e druk 1996)
- 1996 - Angst (Facet, 3e druk 1998)
- 1997 - Duivel en Duivelsmaatje (Facet, 2e druk 2004)
- 1998 - Meer angst (Facet)
- 1999 - William S. (CP Literair)
- 2000 - Bangelijk (Facet)
- 2000 - Cromhout (Facet)
- 2002 - Horowitz horror (Facet)
- 2004 - Bangelijk (Facet)
- 2010 - Moordgrap
- 2010 - More Bloody Horowitz
- 2011 - Monsterlijke Mythes (De Fontein)

### Sherlock Holmes
- 2011 - Het Huis van Zijde (Prometheus)
- 2014 - Moriarty (Orion Books)

### James Bond
- 2015 - Trigger Mortis (Orion Books)
- 2018 - Forever and a Day (Jonathan Cape)